# Salomo Juda Rapoport

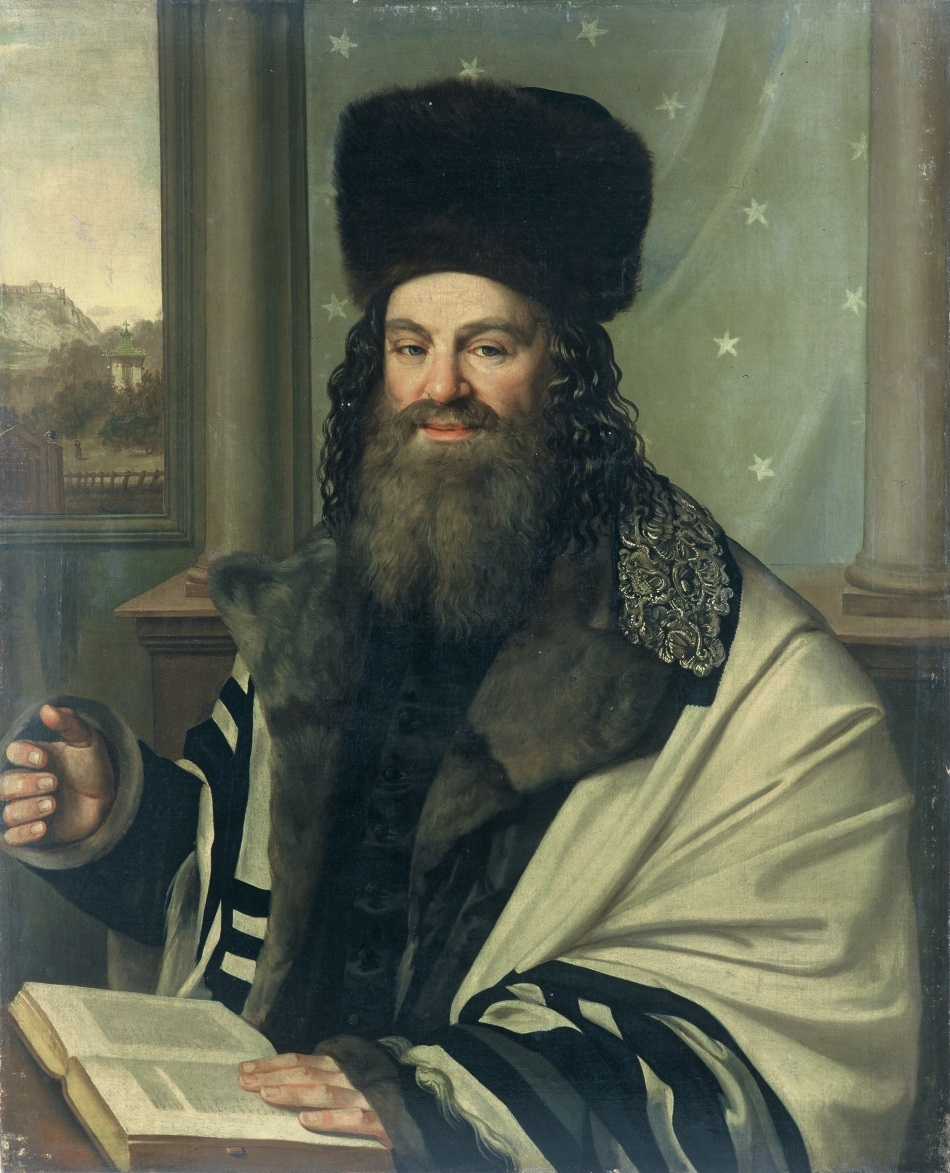
Salomo Juda Rapoport

Salomo Juda Rapoport (Salomo Juda Löb Rapoport, Abk. SchJR; geboren am 1. Juni 1790 in Lemberg; gestorben am 16. Oktober 1867 in Prag) war ein jüdischer Gelehrter, Aufklärer und einer der Begründer der Wissenschaft des Judentums. Die meisten seiner Arbeiten erschienen verstreut in Journalen, Monatsblättern, Jahrbüchern, wissenschaftlichen Sammelwerken etc.

## Leben und Werk
Salomo Juda Rapoport war Sohn von Chajim Rapoport und Zirl Etel. Der Vater war Talmudgelehrter und Leiter einer Jeschiwa.
Bis 1832 war Rapoport Pächter der Koscherfleischsteuer und Privatgelehrter in Lemberg. Von 1837 bis 1840 war er Rabbiner in Tarnopol. Am 12. August 1840 wurde er – nach kaiserlichem Dispens von den akademischen Studien – „Erster Oberjurist“ in Prag und wurde gleichzeitig zum Oberrabbiner in Prag berufen.
Rapoport wandte zum ersten Mal die historisch-kritische Methode auf das talmudisch-rabbinische Schrifttum an und lieferte grundlegende Arbeiten u. a. zu Saadja und Haj Gaon, Eleasar Kalir und Nathan ben Jechiel (die Biographien erschienen in den Jahrbüchern Bikkure ha'ittim 1828 ff.).
Sein Hauptwerk, ein klassisches Realwörterbuch des Talmuds, Erech Millin (ערך מלין = „Wörterschatz“), blieb unvollendet und kam über den ersten Band (Buchstabe Alef, erschienen 1852) nicht hinaus.
Wissenschaftlich sehr wertvoll sind die Briefe S. J. Rapoports an S. D. Luzzatto aus dem Zeitraum 1833–1860, die 1885 f. in Przemysl unter dem Titel Iggerot SchIR erschienen sind.
Erwähnenswert ist noch Rapoports vieraktiges Drama Sche'erit jehuda (Wien 1827), das in Kreisen der jüdischen Aufklärer große Beachtung fand.
Die nachgelassenen Schriften erschienen 1869 in Krakau unter dem Titel Nachlat jehuda.

## Familie
- Rapoport war zweimal verheiratet. Seine erste Ehe mit der Tochter des Rabbiners Arje-Leib b. Joseph Hakohen in Stryi, Ostgalizien, wurde wegen Kinderlosigkeit geschieden. Seine zweite Ehefrau, eine Tochter von Löw Meller, starb 1842.
- Sein jüngerer Cousin Moritz Rappaport (1808–1880) war Arzt, Journalist und Schriftsteller in Lemberg.